# Karl Asmund Rudolphi
Israel Karl (o Carl) Asmund (o Asmunt o Asmus) Rudolphi fue un botánico, zoólogo alemán de origen sueco (14 de julio de 1771, Estocolmo - 29 de noviembre de 1832, Berlín; acreditado como el "padre" de la helmintología.
Su padre fue maestro de escuela, y pastor en Stralsund en Pomerania que pertenecía a la Corona sueca. Realiza sus estudios en la Universidad de Greifswald donde obtiene su doctorado de Filosofía en 1793.
Parte a estudiar medicina a la Universidad de Jena, luego a la de Dresde, Erlangen y a la de Göttingen. Defiende su tesis de título francés Sur les vers intestinaux en la Universidad de Greifswald.
En 1801, luego de haber enseñado en la Escuela Veterinaria de Berlín, es designado profesor en el Instituto Veterinario de Greifswald, para, en 1808, obtener la cátedra de Anatomía y de Fisiología en la Universidad Humboldt de Berlín.
En 1810, Rudolphi funda el "Museo de Zoología de Berlín" que devendrá, bajo el nombre de Humboldt-Universität zu Berlin Museum für Naturkunde en uno de los más grandes del mundo.
Rudolphi contribuyó en numerosos dominios de la historia natural y de la biología, especialmente en Parasitología, en Anatomía, Fisiología. Fue el primero en describir a los nemátodos en Enterozoorum, Sive Vermium Intestinalium Historia Naturalis (1808-1810) siguiendo con Entozoorum Synopsis (1819).
Uno de sus libros más célebres fue su Manual de Biología, Grundriss der Physiologie, donde la primera versión aparece en 1821 y que mejorará justo hacia el fin de su vida. En ese texto, él afirma que las razas humanas deben ser consideradas como especies, resultando en consecuencia un soporte teórico de base del racismo científico alemán y escandinavo.
Será Johannes Peter Müller (1801-1858) quien lo suceda en la cátedra de Fisiología y de Anatomía de la Universidad de Berlín.

## Honores

### Eponimia
Aves
- Paradisaea rudolphi Finsch, 1885

Peces
- Pareiorhina rudolphi Miranda Ribeiro, 1911
- Pimelodella rudolphi Miranda Ribeiro, 1918

Himenópteros
- Myrmelachista rudolphi Forel, 1903

Dípteros
- Tomoplagia rudolphi Lutz & Lima, 1918

Anélidos
- Schistomeringos rudolphi Delle Chiaje, 1828

Nemátodos
- Desmoscolex rudolphi Steiner, 1916

## Algunas publicaciones
- Beobachtungen über die Eingeweidewürmer. En: Archiv für Zoologie und Zootomie, 2, 1801, pp. 1-65, http://edocs.ub.uni-frankfurt.de/volltexte/2008/9950/ (enlace roto disponible en Internet Archive; véase el historial, la primera versión y la última).

- Neue Beobachtungen über die Eingeweidewürmer. En: Archiv für Zoologie und Zootomie, 3, 1803, pp. 1-32, http://edocs.ub.uni-frankfurt.de/volltexte/2008/9946/ (enlace roto disponible en Internet Archive; véase el historial, la primera versión y la última).

- Bemerkungen Aus Dem Gebiet Der Naturgeschichte, Medicin Und Thierarzneykunde: Auf Einer Reise Durch Einen Theil Von Deutschland, Holland Und Frankreich Gesammelt. In der Realschulbuchhandlung, Berlin 1804

- Entozoorum sive vermium intestinalium historia naturalis. Amsterdam 1808-10, 3 vols.

- Synopsis entozoorum. Berlín 1819 ein Auszug ist

- Grundriß der Physiologie. Berlín 1821-1828, 3 vols. unvollendet

- Anatomie der Pflanzen. Berlín 1807

- Beiträge zur Anthropologie und allgemeinen Naturgeschichte. Berlín 1812

## Fuente
- Grove, D.I. 2000. A History of Human Helminthology. Red-c2.com. ISBN 1-876809-08-6
- Traducciones de los Arts. en lengua inglesa, francesa y germana de Wikipedia.

- La abreviatura «Rudolphi» se emplea para indicar a Karl Asmund Rudolphi como autoridad en la descripción y clasificación científica de los vegetales.[1]

## Abreviatura (zoología)
La abreviatura Rudolphi  se emplea para indicar a Karl Asmund Rudolphi como autoridad en la descripción y taxonomía en zoología.